# George Ioanid
George Ioanid (n. 1800 – d. 27 noiembrie 1888, București) a fost un profesor român, membru de onoare (din 1871) al Academiei Române.